# ᶂ
La F con gancho palatal es una letra latina utilizada anteriormente en el Alfabeto Fonético Internacional, que quedó obsoleta en 1989, durante la Convención de Kiel.

## Uso
La letra ᶂ se utilizaba para representar una fricativa labiodental palatalizada sorda. Pero después de 1989, la letra se cambió a fʲ, quedando actualmente obsoleta. Esta letra no tiene mayúscula.

## Codificación
La f con gancho palatal se puede representar con los siguientes caracteres Unicode:
| forma     | representación | puntos de código | descripción                                 |
| --------- | -------------- | ---------------- | ------------------------------------------- |
| minúscula | ᶂ              | U+1D82           | letra minúscula latina F con gancho palatal |